# West Point (Utah)
West Point es una ciudad ubicada en el condado de Davis en el estado estadounidense de Utah. En el año 2000 tenía una población de 6.033 habitantes con un crecimiento esperado de hasta 8.000 habitantes para el año 2008. West Point se localiza dentro de los límites metropolitanos de las ciudades de Ogden/Clearfield.

## Geografía
West Point se encuentra ubicado en las coordenadas 41°7′17″N 112°5′18″O / 41.12139, -112.08833. Según la Oficina del Censo, la localidad tiene un área total de 18,7 km² (7,2 mi²), de la cual 99,45% es tierra.

## Demografía
Según la Oficina del Censo en 2000, había 6.033 personas y 1.495 familias residentes en el lugar, 94.73% de los cuales eran personas de raza blanca.
Según la Oficina del Censo en 2000 los ingresos medios por hogar en la localidad eran de $56,985, y los ingresos medios por familia eran $58,869. Los hombres tenían unos ingresos medios de $40,770 frente a los $26,343 para las mujeres. La renta per cápita para la localidad era de $18,080. Alrededor del 3.9% de la población estaban por debajo del umbral de pobreza.